# ایشاک دوغان
ایشاک دوغان (انگلیسی: İshak Doğan؛ زادهٔ ۹ اوت ۱۹۹۰) بازیکن فوتبال اهل ترکیه است.
از باشگاه‌هایی که در آن بازی کرده‌است می‌توان به باشگاه فوتبال آنکاراگوچو، باشگاه فوتبال ترابزون‌اسپور، باشگاه فوتبال آرمینیا بیله‌فلد، باشگاه فوتبال اسکی‌شهراسپور، و باشگاه فوتبال کاردمیر قره‌بوک‌اسپور اشاره کرد.
وی همچنین در تیم‌های ملی فوتبال Turkey A2 national football team و ترکیه بازی کرده‌است.